# دفنة رودريغيزية
دفنة رودريغيزية (الاسم العلمي: Daphne rodriguezii) هي نوع من النباتات تتبع جنس الدفنة من الفصيلة المثنانية.